# Sexuální ekonomie
Sexuální ekonomie se zabývá tím, nad čím lidé přemýšlejí, co cítí, jak se chovají a jakou dávají zpětnou vazbu během sexu, či sexuálních aktivit. Dle této teorie je, v takové situaci, myšlení, preference a chování žen a mužů podmíněno základními ekonomickými principy. Autory teorie sexuální ekonomie jsou Roy Baumeister a Kathleen Vohs. Roy Baumeister je americký sociální psycholog, který se zabývá mimo jiné sexualitou a gendrem.

## Definice
Sexuální ekonomie definuje sex jako zboží směnné na trhu. Tato teorie považuje sex za komoditu, kterou ženy mají a potenciálně nabízejí, zatímco muži ji poptávají. Ženy ponechávají své tělo samy sobě, dokud necítí potřebu se o něj podělit. Motivací k tomuto kroku může být pokušení, láska, pozornost, věrnost, důvěra, respekt, štěstí nebo peníze od druhé strany. Na druhou stranu, muži slouží jako zdroj, který ženy láká mít sex.
Sexuální ekonomie je založena na teorii sociální výměny, tedy: Lidé jsou ochotní se něčeho vzdát, pokud za to dostanou něco, co jim podle jejich zdání přinese více užitku. Jako příklad můžeme uvést situaci, kdy hladový člověk radši utratí peníze za pizzu, protože v tu chvíli je pro něj pizza důležitější než peníze v jeho peněžence. Naopak druhá strana ve stejném momentu poptává peníze mnohem více než pizzu, proto tedy může proběhnout sociální výměna. Ovšem existují situace, kdy jedna strana požaduje výměnu a druhá ji nepotřebuje, v tom okamžiku se síla smlouvání dostává do nerovnováhy. Za takových okolností má strana, která je méně ochotná směnu provést, větší kontrolu nad tímto vztahem. V případě, kdy se jedná o sexuální vztah, ve kterém si jeden přeje provádět sexuální interakce méně než druhý, tak může počkat do chvíle, kdy přijde jemu atraktivnější nabídka. 
Z pohledu Marka Regneruse, amerického sociologa, jenž se věnuje studování sexuálního chování, je ekonomická perspektiva jasná. Chování, které analyzoval na trhu, z ekonomického hlediska, tvrdí, že hlavním pravidlem v lidské společnosti je politický princip. Ovšem sex je výjimkou, na ten lze aplikovat malé množství pravidel.

## Společenské situace

### Pornografie
Pornografie je neumělecké znázornění lidského těla či sexuálního chování, které má podněcovat sexuální pud jedince. V dnešním světě se za pornografii považuje hlavně sexuální obsah sdílený na internetových stránkách, ovšem pornografie může být prezentována i v jiných médiích, včetně časopisů, psaní, filmu, animací či videoher. 
Ve druhé polovině 20. století se vyvinulo rostoucí odvětví výroby a spotřeby pornografie. Zavedení domácího videa a internetu znamenalo rozmach světového porno průmyslu, který generuje miliardy dolarů ročně.
Toto odvětví zaměstnává tisíce herců a hereček spolu s pracovníky podpory a výroby filmů pro dospělé. Za nimi také následují specializované průmyslové publikace, obchodní skupiny, předávání cen, mainstreamový tisk, soukromé organizace, vládní organizace a politické organizace. 
Průmysl pornografie je celosvětovým podnikem s obratem přes 97 miliard dolarů, přičemž každou sekundu se za porno utratí 3075 dolarů a každých 39 minut se vyprodukuje nové pornografické video. V roce 2015 bylo na celém světě více než 2 miliardy webových vyhledávání porna. Odhaduje se, že 30 % veškerého internetového obsahu má pornografický podtext a návštěvnost internetových stránek s pornem přesahuje návštěvnost webů jako je Amazon, Netflix a Twitter dohromady.

### Internetové weby
Internetová pornografie je jakákoli pornografie, která je přístupná přes internet, zejména prostřednictvím webových stránek, sdílení souborů typu peer-to-peer nebo jiných přístupových možností, které nabízejí moderní technologie. Dostupnost rozšířeného přístupu veřejnosti k World Wide Webu na konci 90. let vedl k prudkému nárůstu internetové pornografie.
Na pornostránkách samotní provozovatelé vydělávají mnoha způsoby. Ať už se jedná o placené stránky, zpřístupnění určitého obsahu až po jeho zaplacení nebo nejčastěji využívaná metoda, a to přes reklamy za které si provozovatel stránky nechává platit.

### Platformy pro tvůrce
S rozmachem internetových tvůrců se vyrojily i způsoby, jak je podporovat, aby nezkrachovali. Nejčastější možností je přímé zaslání peněz svému oblíbenému umělci, a to přes PayPal, Patreon, Cameo a mnoho dalších. Mezi podobné stránky patří i OnlyFans, která si vybudovala nechvalnou pověst, protože drtivá většina tvůrců, kteří na OnlyFans přidávají svoji tvorbu jsou herci a herečky pro dospělé, kteří si nechávají platit přímo od svých konečných konzumentů za lechtivý obsah. Doplněno to je také možností mít přímou, soukromou konverzaci se svým oblíbeným tvůrcem, která je hojně využívaná.

### Obchod s lidmi
Obchod s lidmi je globální problém, který je ve světě přítomný po staletí ale do povědomí široké veřejnosti se výrazně dostává až s příchodem 21. století. Jedná se, v různých formách, o zločin, kdy pachatel finančně těží z porušení základních lidských práv oběti. Jedním z nejobvyklejších typů obchodování s lidmi je právě obchod spojený se sexuálním vykořisťováním. Podle dat zprostředkovaných v roce 2016 oddělením kriminality a drog OSN jsou 51% potvrzených obětí obchodu s lidmi ženy, 28% děti a 21% muži. Při pohledu pouze na odvětví sexuálního průmyslu, 72% zneužívaných jsou ženy. Naopak muži tvoří 63% identifikovaných delikventů. Jak uvádí Mezinárodní organizace práce (International Labour Organization), okolo 4,5 milionu lidí po celém světě je ovlivněno praktikami spojenými s obchodem s lidmi.

### Dražba panenství
Jako velmi kontroverzní se jeví čin tzv. „dražby panenství“. Daná osoba, většinou mladá dívka, v internetovém prostředí zveřejní inzerát, ve kterém za svůj první pohlavní styk požaduje určitý finanční obnos. Důvody, jež dívky k tomuto činu vedou se liší, ale jedná se většinou o potřebu vypomoci si v tíživé finanční situaci. U některých ale jde také spíše o adrenalin plynoucí z tohoto aktu. Výše částky za něčí panenství se může dostat až do výšin okolo jednoho milionu korun.
Takovéto jednání mladých dívek sebou nese určitou míru nebezpečí, je však naprosto legální. Rozhodnutí o vytvoření inzerátů leží na dívkách samých, a jak uvádí český advokát Tomáš Sokol, o prostituci, tak jak jí chápeme, se také nejedná: „Jinak tohle sice není prostituce v pravém významu, ale i kdyby, tak nezákonná není prostituce, ale její organizování. Takže jen v případě, kdy by tyhle slečny někdo organizoval, prodával je, dalo by se možná uvažovat o kuplířství.“